# Joris Segonds
Joris Segonds (Decazeville, Francia, 6 de abril de 1997) es un jugador profesional francés de rugby que se desempeña en la posición de apertura en Aviron Bayonnais, equipo perteneciente a la liga Top 14.

## Carrera
Segonds es un jugador de formación francesa (JIFF). Comenzó su carrera deportiva con el equipo SC Decazeville, en el cual jugó diez temporadas (2003-2013), después pasó a Stade Aurillacois Cantal Auvergne (2013-2019), luego a Stade Français Paris, donde jugó cinco temporadas, en 2024 se unió a Aviron Bayonnais.